# Numerus Exploratorum Germanicianorum Divitiensium
Der Numerus Exploratorum Germanicianorum Divitiensium (oder Divitiensis) [Alexandrianorum] [Antoninianorum] [Gordianorum] (deutsch Numerus der Kundschafter aus der Provinz Germania in Divitia [der Alexandrianische] [der Antoninianische] [der Gordianische]) war eine römische Auxiliareinheit. Sie ist durch Inschriften belegt. Nur in der Inschrift (CIL 13, 7751) wird die Bezeichnung Numerus Exploratorum Germanicianorum Divitiensium verwendet, in allen anderen Inschriften wird die Einheit als Numerus Divitiensium (bzw. Divitiensis) oder Numerus Exploratorum Divitiensium bezeichnet.
Die Sollstärke des Numerus lag vermutlich bei rund 500 Mann, möglicherweise aber sogar bei 1000 Mann. Aufgrund der Mannschaftsstärke und den Einsätzen außerhalb der eigentlichen Stationierungsprovinz wird angenommen, dass es sich bei der Einheit vermutlich um eine mobile Elitetruppe handelte.

## Namensbestandteile
- Exploratorum: der Kundschafter oder Späher.
- Germanicianorum: aus der Provinz Germania. Die Soldaten des Numerus wurden bei Aufstellung der Einheit aus Truppenteilen abgeordnet, die in der Provinz Germania stationiert waren.
- Divitiensium oder Divitiensis: in Divitia. Der Zusatz bezieht sich vermutlich auf einen der Standorte der Einheit; wahrscheinlich handelt es sich bei dem namensgebenden Standort um das Kastell Niederbieber.[A 3]
- Alexandrianorum: der Alexandrianische. Eine Ehrenbezeichnung, die sich auf Severus Alexander (222–235) bezieht. Der Zusatz kommt in der Inschrift (CIL 13, 7751) an einer nachträglich ausgemeisselten Stelle vor.
- Antoninianorum: der Antoninianische. Eine Ehrenbezeichnung, die sich auf Caracalla (211–217) oder auf Elagabal (218–222) bezieht. Der Zusatz kommt in der Inschrift (CIL 13, 7054) vor.
- Gordianorum: der Gordianische. Eine Ehrenbezeichnung, die sich auf Gordian III. (238–244) bezieht. Der Zusatz kommt in den Inschriften (CIL 13, 11828, CIL 13, 11979) vor.

## Geschichte
Der Numerus entstand vermutlich aus einer Vexillatio Germanicianorum. Diese Vexillation wurde aus Soldaten von Einheiten zusammengestellt, die in der Provinz Germania stationiert waren und die an den Dakerkriegen Trajans (98–117) teilnehmen sollten. Danach war die Einheit während des 2. Jh. n. Chr. in der Provinz Dacia stationiert, wo sie als Numerus Germanicianorum durch Inschriften belegt ist.
Vermutlich unter Septimius Severus (193–211) wurde die Einheit in die Provinz Germania superior verlegt, wo sie als Numerus Exploratorum Divitiensium um 211/222 erstmals nachgewiesen ist. Durch Inschriften ist die Einheit von 221 bis 238/244 im Kastell Niederbieber belegt. Als das Kastell um 259/260 zerstört wurde, hielt sich der Numerus aber vermutlich nicht mehr dort auf.
Aus Inschriften geht hervor, dass die Einheit im 3. Jhd. an Feldzügen in der Provinz Mauretania Caesariensis sowie im Osten des römischen Reiches eingesetzt war. Eine Vexillation des Numerus nahm möglicherweise um 236 an dem Feldzug des Maximinus Thrax gegen Sarmaten und Daker im Donauraum teil.
Letztmals ist die Einheit dann um 365 in Gallien nachgewiesen.

## Standorte
Standorte des Numerus in Germania superior waren:
- Kastell Niederbieber: Mehrere Inschriften wurden hier gefunden.

## Angehörige des Numerus
Folgende Angehörige des Numerus sind bekannt:

### Kommandeure
| - C(aius) Vibius Vitalis, ein Präfekt (CIL 13, 11979) | - T(itus) Fl(avius) Salvianus, ein Präfekt (CIL 13, 6814) |

### Sonstige
| - []us, ein Actuarius (CIL 13, 7750) - [] Vellicus, ein Soldat (CIL 8, 21814a) - Aprilius Lecterus, ein Soldat (CIL 3, 728) - A[u]rel[iu]s Vict[o]rinus, ein Cornicularius (CIL 13, 7751) | - [M]inuson(ius) Constitutu[s] (CIL 13, 11828) - T(itus) F(lavius) Processus, ein Medicus (CIL 13, 11979) - Ti(tus) Ioincatius Sabinus, ein Soldat (CIL 8, 9059) - Togius Statutus, ein Soldat (CIL 13, 7054) |